# Râmnicu Vâlcea
Râmnicu Vâlcea é uma cidade da Roménia, capital do judeţ (distrito) de Vâlcea com 98.776 habitantes (Censos de 2011).

## População
| 1912 | 1930  | 1948  | 1956  | 1966  | 1977  | 1992   | 2002   | 2011  |
| 9628 | 15648 | 17238 | 18984 | 23867 | 66321 | 113624 | 107726 | 98776 |